# Maska (potah)

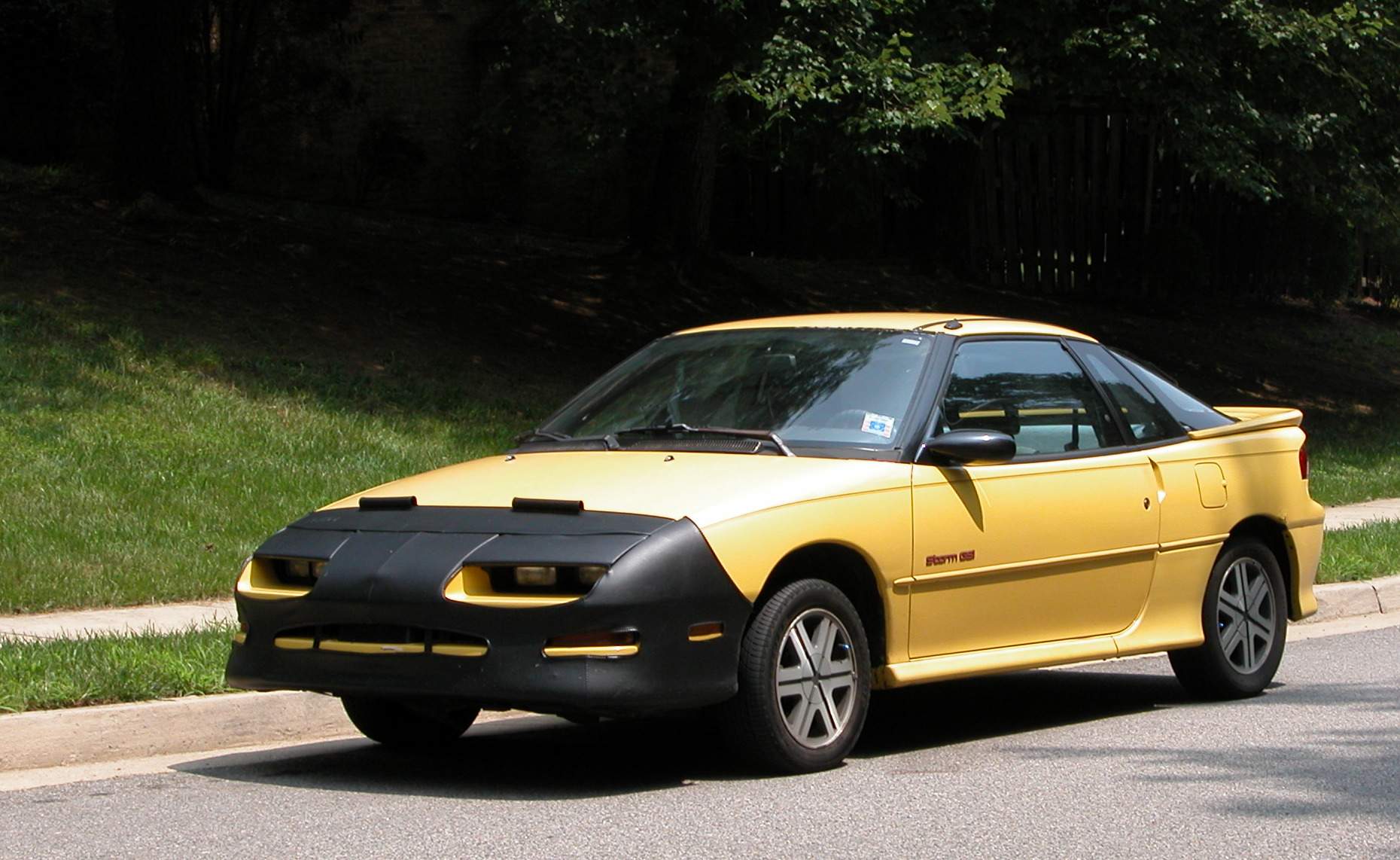
Automobil s nataženou maskou.

Maska automobilu je roztažitelný typ vinylu (obvykle černého), který se přidává na přední část automobilu nebo jiného vozidla, aby chránil nárazník, masku chladiče a blatníky proti poškrábání, pomalování a menším poškozením od kamenů, štěrku, drtě apod. Spodní strana masky je lemována plstí.

## Historie
S vývojem masky je neodmyslitelně spjat Bill Colgan, zakladatel společnosti Colgan Custom Manufacturing, Inc., který úspěšně podnikal v automobilovém průmyslu a výrobě čalounění ve městě Burbank v Kalifornii. V roce 1961 přišli do jeho obchodu s čalouněním němečtí inženýři firmy Lockheed a požádali Colgana, zda by jim nepředělal ochranný kryt pro jejich automobily Porsche. První vzorek vůbec byl vyroben pro Porsche 356.

## Typy
Je zde několik typů masek včetně plné, sportovní a ve tvaru „T.“ Mohou též obsahovat uhlík, který absorbuje mikrovlny používané policejními radary, aby se minimalizovalo riziko detekce při jízdě nedovolenou rychlostí.
Někteří výrobci automobilů používají celoautomobilové masky, aby zakryli nové modely během silničních testů.